# Real Santander
Corporación Deportiva Real Santander jest kolumbijskim klubem z siedzibą w mieście Floridablanca leżącym w departamencie Santander.

## Osiągnięcia
- Wicemistrz drugiej ligi kolumbijskiej Primera B Colombiana: 2003

## Historia
Klub założony został w 2002 roku pod nazwą Corporación Deportiva Los Pumas de Casanare, choć na ogół znany był jako Pumas lub Pumas de Casanare albo pod przydomkiem Los Pumas. Pierwotną siedzibą klubu było miasto Yopal leżące w departamencie Casanare, a domowe mecze klub rozgrywał na mającym pojemność 15 000 widzów stadionie Estadio Santiago de las Atalayas.
Już rok po „narodzinach” klub odniósł znaczący sukces - wicemistrzostwo II ligi kolumbijskiej.
W końcu 2006 roku z przyczyn finansowych klub oficjalnie zakończył działalność, by wznowić ją w styczniu 2007 roku, ale już pod inną nazwą (Corporación Deportiva Real Santander – w skrócie Real Santander) i w nowej siedzibie - mieście Floridablanca.

## Aktualny skład
| Nr | Poz. | Piłkarz            |
| -- | ---- | ------------------ |
| 1  | BR   | Blademir Gómez     |
| 2  | OB   | Andrés Arango      |
| 3  | OB   | Juan Pulgarín      |
| 4  | OB   | Francisco Donzelot |
| 5  | PO   | Óscar Álvarez      |
| 6  | PO   | Jhon Ávila         |
| 7  | PO   | Michael Chacón     |
| 8  | PO   | Leo Olsen          |
| 9  | NA   | Jean Carlos        |
| 10 | NA   | Franco Triana      |
| 11 | NA   | Sebastián Herrera  |
| 12 | BR   | Elkin Granados     |
| 13 | BR   | Julián Ledesma     |
| 14 | OB   | Jasson Castellanos |
| 15 | OB   | Carlos Estévez     |

| Nr | Poz. | Piłkarz           |
| -- | ---- | ----------------- |
| 16 | NA   | Erik Scogen       |
| 17 | OB   | Adrián Flórez     |
| 18 | NA   | Mario Tajima      |
| 20 | OB   | Carlos Lasso      |
| 21 | OB   | Eduar Rincón      |
| 23 | OB   | Marcos Vesga      |
| 24 | PO   | Robert Carvajal   |
| 25 | OB   | Nicolás Rodríguez |
| 28 | OB   | Fredy Suárez      |
| 33 | PO   | Jhon Pérez        |
| 35 | NA   | Gabriel Hoyos     |
| 36 | PO   | Freddy Flórez     |
| 70 | PO   | Diego Herrera     |
| 71 | NA   | Nestor Arenas     |
| 88 | NA   | Hernán Ramírez    |